# Komagane
Komagane (japanisch 駒ヶ根市, -shi) ist eine Stadt im Zentrum der Präfektur Nagano auf der japanischen Hauptinsel Honshū.

## Geographie
Der Fluss Tenryū fließt durch die Stadt von Norden nach Süden.

## Geschichte
Die Stadt Komagane wurde am 1. Juli 1954 aus den ehemaligen Gemeinden Akaho, Miyada, Nakazawa und Ina gegründet. Miyada wurde jedoch aufgrund heftigen Widerstandes der Bevölkerung gegen die Eingliederung am 30. September 1956 wieder ausgegliedert.
In Komagane wird Reis und Obst angebaut. Es gibt auch eine Industrie für Präzisionsmaschinen und Elektroindustrie. Die Stadt bildet das Basislager für die Besteigung des Kiso Komagatake. Sehenswert ist der Tempel Kōzen-ji (光前寺), der von hohen Zypressen umgeben ist.

## Persönlichkeiten
- Momoko Tanaka (* 2000), Fußballspielerin

## Verkehr
Komagane ist über die Chūō-Autobahn und die Nationalstraße 153 erreichbar. Die Stadt liegt auch an der von JR Central betriebenen Iida-Linie, die Toyohashi mit Tatsuno verbindet. Vom Bahnhof Komagane aus führt eine Buslinie zur Talstation der Komagatake-Seilbahn. Diese erschließt den Osthang des Berges Hōkendake im Kiso-Gebirge.

## Weblinks

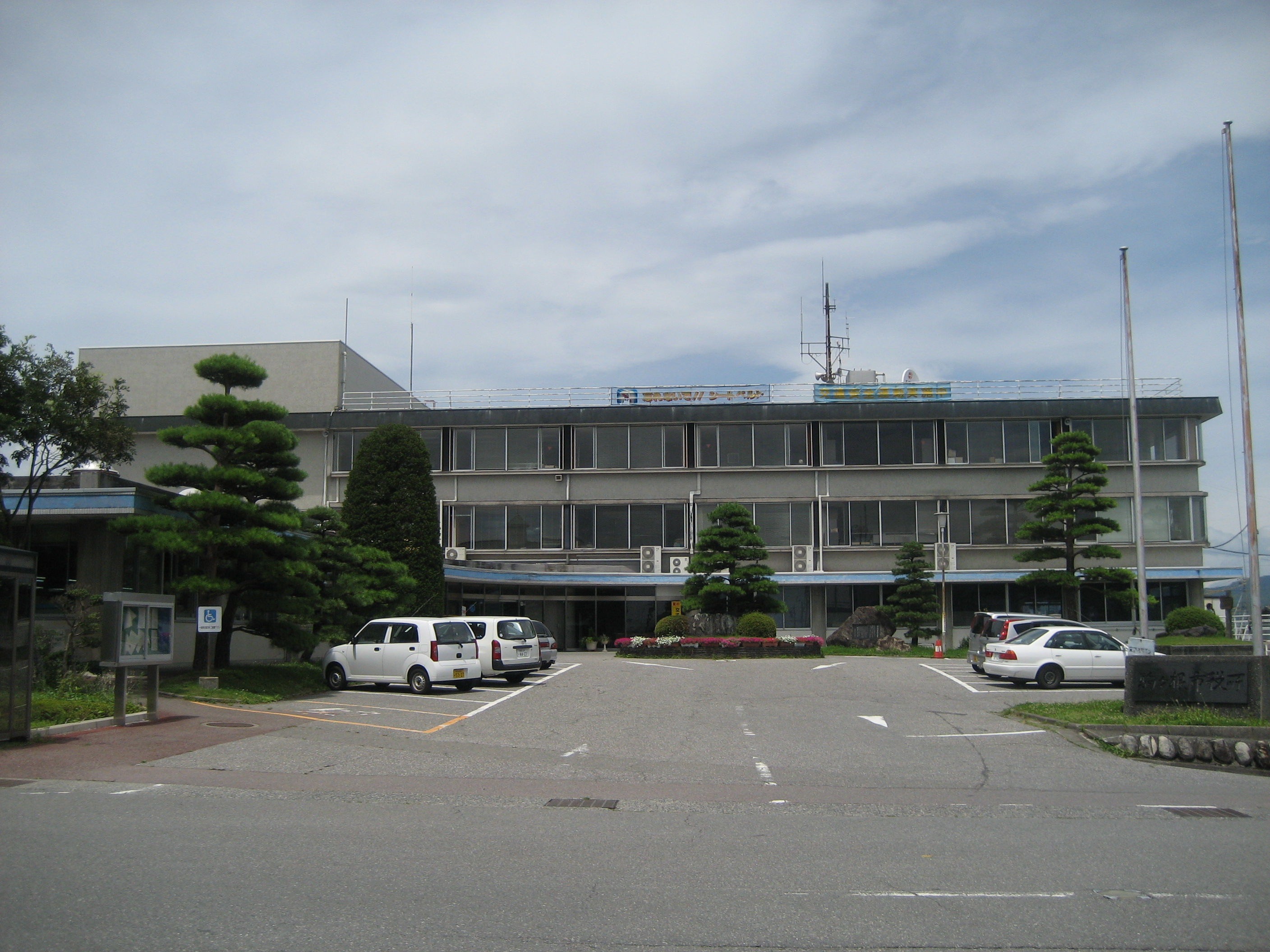
Rathaus

## Angrenzende Städte und Gemeinden
- Ina (Nagano)